# Medair
Medair — международная некоммерческая неправительственная христианская организация, специализирующейся на гуманитарной помощи при чрезвычайных ситуациях и услугах по восстановлению, в том числе: здравоохранение и питание; водоснабжение, санитария и гигиена; жильё и инфраструктура. Ценности Medair: надежда, сострадание, достоинство, ответственность, честность, и вера.
Уставы Medair были зарегистрированы в 1989 году с Регистр дю Коммерс кантона Во, Швейцария. Оперативный штаб базируется в Швейцарии. Medair принимает активное участие в 31 стране, работает в некоторых из самых отдалённых и труднодоступных мест в мире. Организация не зависит от политической, экономической или социальной власти. Базирующаяся в стране, подписавшей НПО Международного Красного Креста и Красного Полумесяца в ликвидации последствий стихийных бедствий, организация оказывает помощь наиболее уязвимым категориям, независимо от расы, пола, религии, возраста или национальности.
Medair насчитывает около 750 сотрудников по всему миру, многие с многолетним гуманитарным опытом. Годовая операционная прибыль Medair в 2012 году составила 38,9 млн долл. США Его программы помогли 916 274 прямым бенефициарам в 2012 году..
Организация реагирует на сирийский кризис беженцев в Ливане и Иордании, и предоставляет чрезвычайную помощь и услуги по восстановлению в Южном Судане, Гаити, Демократической Республике Конго, Мадагаскаре, Чаде, Афганистане, Сомали / Сомалиленде и Зимбабве. Последние программы были запущены в Албании, Анголе, Армении, Бангладеш, Чаде, Чечне, Индии, Индонезии, Ингушетии, Ираке, Иране, Кении, Косово, Либерии, Мозамбике, Осетии, Руанде, Сомали, Шри-Ланке, Судане, Пакистане, Уганде и Зимбабве.